# Paris-Roubaix 1898
La 3e édition de la course cycliste Paris-Roubaix a lieu le 10 avril 1898 et est remportée pour la deuxième fois d'affilée par Maurice Garin. L'épreuve compte 268 kilomètres et la moyenne de la course est de 32,599 km/h. Au départ sur les 35 coureurs professionnels engagés, seulement 18 sont classés à l'arrivée.
Lors de cette édition de la course, les coureurs peuvent rouler derrière un entraîneur à motocyclette ou en voiture.

## Classement final
|    | Cycliste          | Équipe | Temps             |
| -- | ----------------- | ------ | ----------------- |
| 1  | Maurice Garin     | -      | 8 h 13 min 15 s   |
| 2  | Auguste Stephane  | -      | + 28 min 00 s     |
| 3  | Édouard Wattelier | -      | + 33 min 52 s     |
| 4  | Jean Bertin       | -      | + 46 min 26 s     |
| 5  | Charles Meyer     | -      | + 1 h 12 min 59 s |
| 6  | Rodolfo Muller    | -      | + 1 h 31 min 31 s |
| 7  | Gaston Herrinck   | -      | + 2 h 00 min 35 s |
| 8  | Jules Cordier     | -      | + 2 h 08 min 16 s |
| 9  | Liegeois          | -      | + 2 h 33 min 01 s |
| 10 | François Monachon | -      | + 2 h 39 min 05 s |